# Panfobia
Panfobia, panmisia, onimisia, omnimisia, onifobia ou omnifobia sexual refere-se a manifestações de desprezo, rejeição e ódio contra pessoas ou práticas pansexuais e onissexuais. Está relacionada à bifobia, homofobia, heterossexismo e monossexismo.

## Diferenças de bifobia
Tais discriminações também são passadas em desinformações sobre o pansexualismo, passando a impressão de que o termo se referia à atração por todas as idades e espécies ou todo mundo, em que Freud teorizou o fato de que "o instinto sexual desempenha o papel primário em toda atividade humana" ou de que a libido, direta ou indiretamente, influencia tudo que humanos fazem.